# Vaku
Vaku est une localité du territoire de Seke-Banza dans la province du Kongo Central en République démocratique du Congo.

## Géographie
Elle est située quelques kilomètres nord du siège territorial de Seke-Banza. 

## Société
La localité est le siège de la paroisse catholique du Sacré-Cœur de Jésus (Vaku-khesa), fondée en 1910, elle fait partie de la doyenné de Seke-Banza du diocèse de Boma. Elle est située à côté d'un hôpital de référence et d'un complexe scolaire doté d'un internat.

## Économie
Les habitants de ce secteur se rencontrent une fois par semaine dans un marché à côté de l'hôpital.
Les villageois exposent les produits agricoles et s'approvisionnent en produits manufacturés apportés par les citadins en provenance des villes de Boma et Matadi généralement.